# Vlaková cesta
Vlaková cesta je úsek koleje v dopravně s kolejovým rozvětvením určený pro danou jízdu vlaku.
Vlakové cesty mohou být postaveny pro vlaky:
- 1) projíždějící – je to úsek od vjezdového návěstidla po vjezdové návěstidlo pro opačný směr jízdy.
- 2) odjíždějící – je to úsek od konce stojícího vlaku po vjezdové návěstidlo pro opačný směr jízdy.
- 3) vjíždějící a pravidelně zastavující – je to úsek od vjezdového (cestového) návěstidla až k hlavnímu návěstidlu s návěstí zakazující jízdu vlaku, popř. k červené desce nebo červenému terči s návěstí Stůj, nahrazující hlavní návěstidlo a upravené jako nepřenosné návěstidlo; tam, kde takové návěstidlo není nebo není přímo u koleje, až k návěstidlu s návěstí Konec vlakové cesty; při vjezdu na kusou kolej úsek koleje od vjezdového (cestového) návěstidla na vjezdové straně vlaku k zarážedlu kusé koleje.
- 4) ve stanici zastavující mimořádně nebo jen v určité dny – totéž jako pro vjíždějící a pravidelně zastavující.

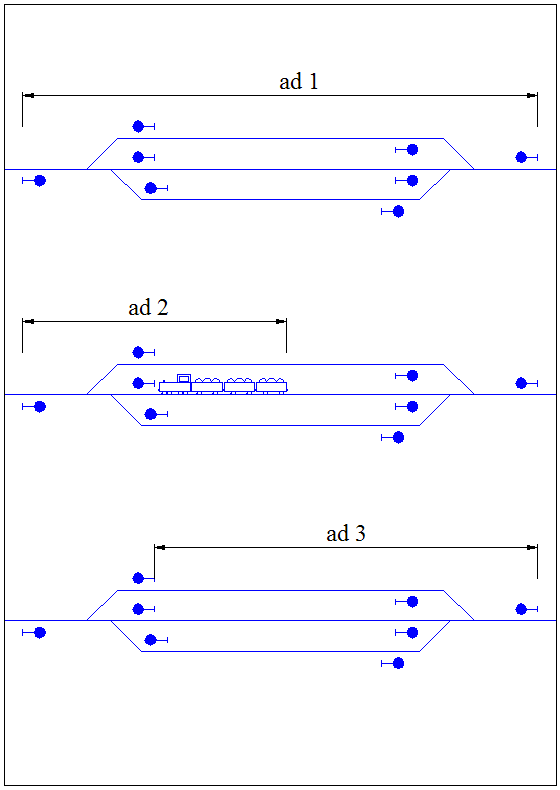
Vlakové cesty

Vlaková cesta smí být vedena jen přes zabezpečené výhybky.
Zabezpečená výhybka je taková, která je bezpečně zajištěná v požadované poloze:
- výměnovým zámkem (starší zařízení),
- výměnovým přestavníkem nebo závorníkem,
- výjimečně přenosným zámkem a je střežena.

Totéž platí i pro výkolejku. 
Při přípravě vlakové cesty (tj. před rozsvícením povolující návěsti) musí obsluhující splnit předepsané podmínky:
- Zastavit rušící posun.
- Zjistit volnost pojížděných kolejí a výhybek a to:
  - je-li stanice vybavena zabezpečovacím zařízením s kolejovými obvody pohledem na indikaci ovládacího přístroje
  - není-li ve stanici zabezpečovací zařízení s kolejovými obvody nebo toto nepracuje správně, zjistí volnost:
    - pohledem do kolejiště nebo pochůzkou,
    - ujištěním, že poslední vlak dojel celý (koncovky, hlášení vlakové čety),
    - odhláškou (sdělením ze sousední stanice), že poslední vlak do ní dojel celý,
    - ohlášením zaměstnance řídícího rušící posun, že tento byl ukončen a výhybky a koleje v cestě jsou volné.

- Zkontrolovat správnou polohu pojížděných i odvratných výhybek a výkolejek ve vlakové cestě:
  - je-li stanice vybavena zabezpečovacím zařízením kde je postavení návěstidla do polohy povolující jízdu závislé na poloze výhybek a výkolejek, provede kontrolu pohledem na indikaci ovládacího přístroje.

- Zkontrolovat správnou polohu a zajištění pojížděných i odvratných výhybek a výkolejek ve vlakové cestě: (Kontrolu provede podle místních podmínek - pochůzkou, kontrolou klíčů apod.)
  - není-li postavení návěstidla do polohy povolující jízdu závislé na poloze výhybek a výkolejek,
  - má-li vlak jet po koleji, která není zajištěna zabezpečovacím zařízením,
  - nepracuje-li zabezpečovací zařízení správně nebo je ve výluce.

- Zkontrolovat podle Závěrové tabulky, zda nejsou postaveny současně zakázané jízdní cesty:
  - není-li postavení návěstidla do polohy povolující jízdu závislé na poloze výhybek a výkolejek,
  - nepracuje-li zabezpečovací zařízení správně nebo je ve výluce.

Vlakové cesty a posunové cesty (posun) se souhrnně nazývají jízdními cestami.